# Amiota setosa
Amiota setosa este o specie de muște din genul Amiota, familia Drosophilidae, descrisă de Zhang și Chen în anul 2006. Conform Catalogue of Life specia Amiota setosa nu are subspecii cunoscute.